# Municipio de Fox (condado de Sullivan)
El municipio de Fox (en inglés: Fox Township) es un municipio ubicado en el condado de Sullivan en el estado estadounidense de Pensilvania. En el año 2000 tenía una población de 332 habitantes y una densidad poblacional de 3 personas por km².

## Geografía
El municipio de Fox se encuentra ubicado en las coordenadas 41°29′00″N 76°44′29″O / 41.48333, -76.74139.

## Demografía
Según la Oficina del Censo en 2000 los ingresos medios por hogar en la localidad eran de $26,875 y los ingresos medios por familia eran $38,125. Los hombres tenían unos ingresos medios de $29,583 frente a los $18,750 para las mujeres. La renta per cápita para la localidad era de $13,971. Alrededor del 16,8% de la población estaban por debajo del umbral de pobreza.